# Clara Blandick
Clara Blandick est une actrice américaine née le 4 juin 1876 sur un bateau à Hong Kong et morte le 15 avril 1962 à Hollywood (Californie).

## Filmographie

### Années 1910
- 1911 : The Maid's Double
- 1914 : His Inspiration
- 1914 : Mrs. Black Is Back : Emily Mason
- 1915 : The Seventh Commandment
- 1915 : The Legacy of Folly
- 1916 : The Stolen Triumph : Mrs. Rowley
- 1917 : Peggy, the Will O' the Wisp : Mrs. Donnelly

### Années 1920
- 1929 : Poor Aubrey
- 1929 : Wise Girls : Ma

### Années 1930
- 1930 : Burning Up : Mrs. Winkle
- 1930 : Mademoiselle, écoutez-moi donc ! (The Girl Said No) de Sam Wood : Mme Ward
- 1930 : Men Are Like That : Ma Fisher
- 1930 : The Sins of the Children : Martha Wagenkampf
- 1930 : Romance de Clarence Brown : Miss Abigail Armstrong
- 1930 : Le Dernier des Duane (The Last of the Duanes) d'Alfred L. Werker : petit rôle
- 1930 : Tom Sawyer : tante Polly
- 1931 : Once a Sinner : Mrs. Mason
- 1931 : L'Inspiratrice (Inspiration) : la mère de Madeleine
- 1931 : Quand on est belle, de Jack Conway : Agnes 'Aggie' Murdock
- 1931 : La Pente (Dance, Fools, Dance) de Harry Beaumont : petit rôle
- 1931 : Docteur Karlov (Drums of Jeopardy) de George B. Seitz : Abbie Krantz
- 1931 : It's a Wise Child de Robert Z. Leonard : Mrs. Stanton
- 1931 : Daybreak : Frau Hoffman
- 1931 : Laughing Sinners : Salvation Army woman
- 1931 : I Take This Woman, de Marion Gering : Sue Barnes
- 1931 : Huckleberry Finn
- 1931 : Bought : Miss Sprigg
- 1931 : Murder at Midnight de Frank Strayer : Aunt Julia Gray Kennedy
- 1931 : New Adventures of Get Rich Quick Wallingford de Sam Wood : Mrs. Layton
- 1931 : Fascination (Possessed) de Clarence Brown : La mère de Marian
- 1932 : The Wet Parade de Victor Fleming : Mrs. Tarleton
- 1932 : Shopworn de Nick Grinde : Mrs. Livingston
- 1932 : The Strange Case of Clara Deane : Mrs. Lyons
- 1932 : Two Against the World (en) : Tante Agatha
- 1932 : La vie commence (Life Begins) de James Flood et Elliott Nugent : Mrs. West
- 1932 : Une allumette pour trois (Three on a Match) de Mervyn LeRoy : Mrs. Keaton
- 1932 : Rockabye, de George Cukor : Brida
- 1932 : La Grande Muraille (The Bitter Tea of General Yen) de Frank Capra : Mrs. Jackson
- 1933 : Taxi Girls (Child of Manhattan) d'Edward Buzzell : Tante Sophie
- 1933 : The Mind Reader : Tatie
- 1933 : La Lune à trois coins d'Elliott Nugent : Landlady
- 1933 : Turn Back the Clock, d'Edgar Selwyn : Mrs. Gimlet, la mère de Joe
- 1933 : Charlie Chan's Greatest Case de Hamilton MacFadden : Minerva Winterslip
- 1933 : Toujours dans mon cœur (Ever in My Heart), d'Archie Mayo : Anna, la cuisinière
- 1933 : Au pays du rêve (Going Hollywood), de Raoul Walsh : Miss Perkins
- 1934 : Beloved de Victor Schertzinger : Miss Murfee
- 1934 : As the Earth Turns : Cora Shaw
- 1934 : The Show-Off de Charles Reisner : Mrs. 'Ma' / 'Mumsie-Wumsie' Fisher
- 1934 : Harold Teen (en) de  Murray Roth : Ma Lovewell
- 1934 : Sisters Under the Skin : Miss Gower
- 1934 : La Belle du Missouri (The Girl from Missouri), de Jack Conway : Miss Newberry
- 1934 : The President Vanishes de William A. Wellman : Mrs. Delling
- 1934 : La Course de Broadway Bill (Broadway Bill) de Frank Capra : Mrs. Peterson
- 1934 : Jealousy : Mrs. Douglas
- 1934 : Fugitive Lady : Tante Margaret
- 1935 : The Winning Ticket : Tante Maggie
- 1935 : Transient Lady : Eva Branham
- 1935 : Straight from the Heart : Mrs. Anderson
- 1935 : Princess O'Hara : Miss Van Cortland
- 1935 : Party Wire : Mathilda Sherman
- 1936 : The Trail of the Lonesome Pine : Landlady
- 1936 : Hearts Divided de Frank Borzage : Tante Ellen Patterson
- 1936 : Anthony Adverse de Mervyn LeRoy : Mrs. Jorham
- 1936 : The Case of the Velvet Claws, de William Clemens : Juge Mary F. O'Daugherty
- 1936 : L'Enchanteresse (The Gorgeous Hussy) de Clarence Brown : Louisa Abbott
- 1936 : Cœurs en détresse (In His Steps) : Martha Adams
- 1936 : Make Way for a Lady : Mrs. Dell, Drew's Maid
- 1937 : Her Husband's Secretary : Agatha 'Tante Gussie' Kingdon
- 1937 : Une étoile est née (A Star Is Born) de William A. Wellman : Tante Mattie
- 1937 : À l'est de Shanghaï (Wings Over Honolulu) de H.C. Potter : Evie Curtis
- 1937 : The League of Frightened Men
- 1937 : Après (The Road Back) de James Whale : Femme
- 1937 : Brelan d'as : Townswoman
- 1937 : Small Town Boy : Mrs. Armstrong
- 1938 : My Old Kentucky Home : Granny Blair
- 1938 : Crime Ring : Phoebe Sawyer
- 1938 : Le Professeur Schnock (Professor Beware) d'Elliott Nugent : Mrs. Green
- 1938 : Swing, Sister, Swing : Ma Sisler
- 1938 : Tom Sawyer détective (Tom Sawyer, Detective) de Louis King : tante Polly
- 1939 : Les Aventures d'Huckleberry Finn (The Adventures of Huckleberry Finn) de Richard Thorpe : Miss Watson
- 1939 : I Was a Convict : Tante Sarah Scarlett
- 1939 : Le Magicien d'Oz (The Wizard of Oz) de Victor Fleming : Tante Olympe
- 1939 : Frou-frou de Broadway (The Star Maker) de Roy Del Ruth : Miss Esther Jones
- 1939 : Main Street Lawyer : Matron
- 1939 : Sur la piste des Mohawks (Drums Along the Mohawk) de John Ford : Mrs. Borst
- 1939 : Swanee River : Mrs. Griffin

### Années 1940
- 1940 : Tomboy : Tante Martha
- 1940 : Anne of Windy Poplars : Mrs. Morton Pringle
- 1940 : Dreaming Out Loud, de Harold Young : Jessica Spencer
- 1940 : Les Tuniques écarlates (North West Mounted Police), de Cecil B. DeMille : Mrs. Burns
- 1940 : Youth Will Be Served (en) d'Otto Brower : Miss Bradshaw
- 1940 : Alice in Movieland : Grand-mère
- 1941 : Enemy Within
- 1941 : L'Amour et la Bête (The Wagons Roll At Night) de Ray Enright : Mrs. ('Ma') Williams
- 1941 : The Nurse's Secret : Miss Juliet Mitchell
- 1941 : The Get-Away d'Edward Buzzell : Mrs. Higgins
- 1941 : Les Marx au grand magasin (The Big Store), de Charles Reisner
- 1941 : Private Nurse : Miss Phillips
- 1941 : Ève a commencé (It Started with Eve), de Henry Koster : Nurse
- 1941 : One Foot in Heaven, d'Irving Rapper : Mrs. 'Sister' Watkins
- 1942 : Qui perd gagne (Rings on Her Fingers), de Rouben Mamoulian : Mrs. Beasley
- 1942 : Lady in a Jam, de Gregory La Cava : Touriste
- 1942 : Gentleman Jim, de Raoul Walsh
- 1943 : Dixie, d'A. Edward Sutherland : Mrs. Mason
- 1943 : Le Ciel peut attendre (Heaven Can Wait), d'Ernst Lubitsch : Grand-mère Van Cleve
- 1943 : La Du Barry était une dame (Du Barry Was a Lady), de Roy Del Ruth : Femme dans le métro
- 1944 : Shadow of Suspicion : Mère Randall
- 1944 : Caravane d'amour (Can't Help Singing), de Frank Ryan : Tante Cissy Frost
- 1945 : Pillow of Death de Wallace Fox : Belle Kincaid
- 1945 : La Taverne du cheval rouge (Frontier Gal), de Charles Lamont : Abigail
- 1946 : People Are Funny : Mamie
- 1946 : Claudia and David : Mrs. Barry
- 1946 : Ainsi va mon cœur (So Goes My Love) : Mrs. Meade
- 1946 : La Voleuse (A Stolen Life), de Curtis Bernhardt : Martha
- 1947 : Philo Vance Returns : Stella Blendon
- 1947 : Mon père et nous (Life with Father), de Michael Curtiz : Miss Wiggins
- 1948 : La mariée est folle : Tante Pewtie
- 1949 : Root in the Soil
- 1949 : Cinq Millions dans une poubelle (Mr. Soft Touch) de Gordon Douglas et Henry Levin : Susan Balmuss

### Années 1950
- 1950 : La Clé sous la porte (Key to the City), de George Sidney : Liza, la domestique
- 1950 : Love That Brute : Landlady